# Rueda de Barlow

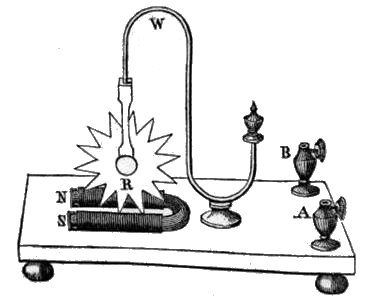
Un diagrama de 1842 de la rueda de Barlow

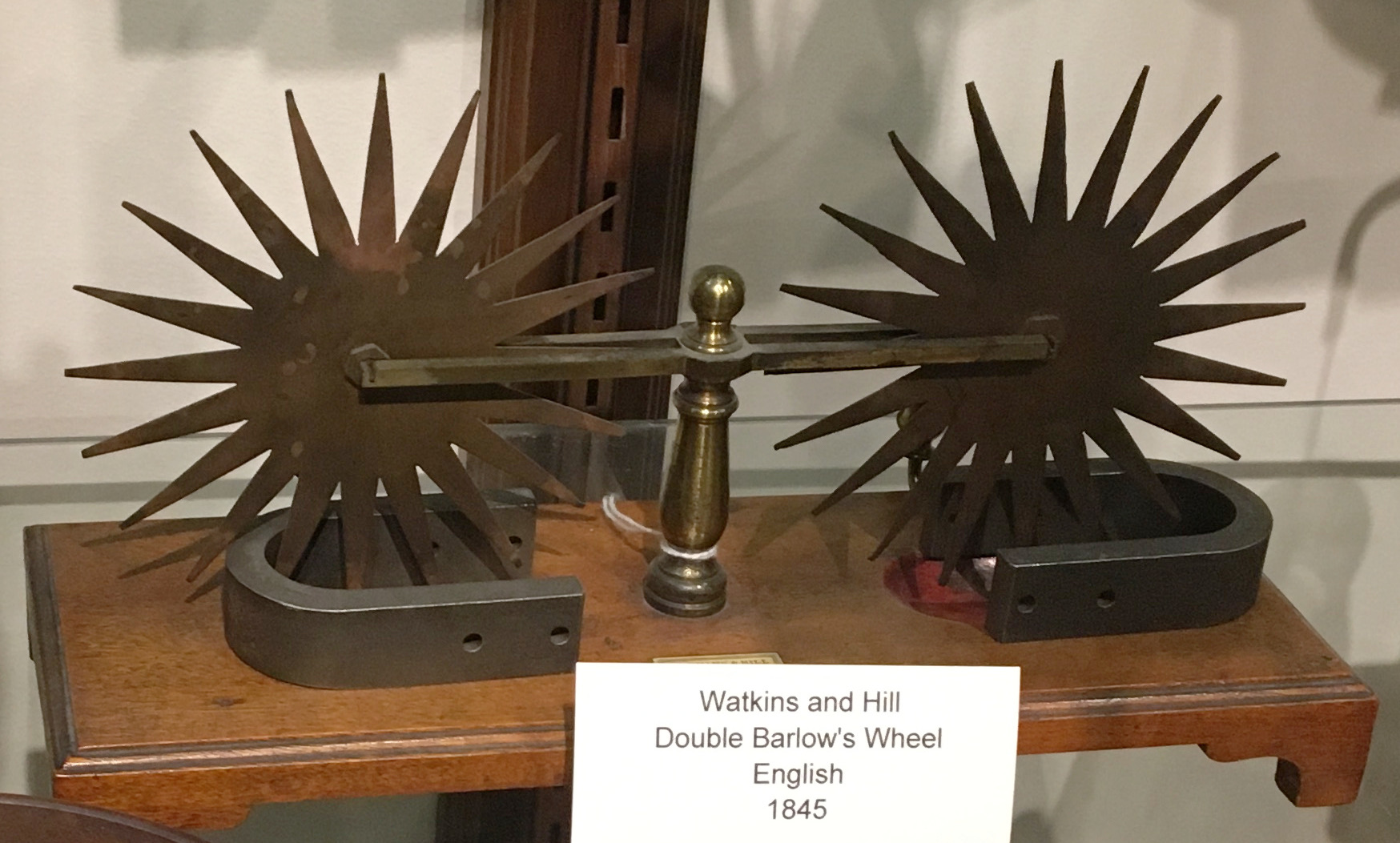
Modelo con dos ruedas en serie, fabricado en 1845 para uso educativo

La rueda de Barlow fue una primera demostración de un motor homopolar, diseñado y construido por el matemático y físico inglés Peter Barlow en 1822. Consiste en una rueda en forma de estrella de giro libre suspendida sobre un depósito lleno de mercurio, con las puntas de la estrella sumergidas en el mercurio, en medio de los polos N/S, de un imán de herradura.

## Descripción
Una corriente eléctrica (corriente continua) pasa desde el núcleo de la rueda, a través de la rueda hacia el mercurio y sale a través del contacto eléctrico de la punta sumergida dentro del mercurio. La fuerza de Lorentz del campo magnético sobre las cargas en movimiento de la rueda hace que la rueda gire. La presencia de dientes en la rueda es innecesaria y el aparato también funciona con un disco metálico redondo, generalmente de cobre.
"Las puntas de la rueda, R, se hunden en mercurio contenido en una ranura vacía del soporte. Se obtendrá una revolución más rápida si se sustituye el imán de acero por un pequeño electroimán, tal y como se muestra en el dibujo l El imán se fija al soporte, incluyendo en el circuito la rueda de acicate, de modo que la corriente fluye por ellos de forma continua, por tanto, el sentido de la rotación no se modificará al invertir la polaridad del electroimán”.
( Fragmento extraído de la edición de 1842 del Manual de magnetismo, página 94 )

Se utiliza como demostración del electromagnetismo en entornos educativos, pero dado que el mercurio es tóxico, normalmente se utiliza salmuera en lugar del mercurio en las modernas recreaciones del experimento.

## Cómo funciona
El experimento de la rueda de Barlow puede mostrar la acción de un imán sobre la corriente y cómo se produce el movimiento de rotación a causa de este fenómeno. El aparato consiste en una rueda de cobre en forma de estrella capaz de girar libremente en un plano vertical en torno a un eje horizontal. La punta de cada radio de la estrella sólo se hunde en una cavidad de mercurio o pequeña ranura en la base de madera del aparato. La cavidad de mercurio se mantiene entre los dos polos opuestos de un potente imán o electroimán. La rueda gira con su plano perpendicular a la dirección del campo magnético y durante su rotación sólo un punto de la estrella se hunde a la vez dentro del depósito de mercurio. Al conectar el eje de la rueda y el mercurio a una fuente eléctrica, el circuito se completa a través del eje de la rueda y el mercurio (cuando un punta se hunde dentro del mercurio). Al pasar corriendo por el circuito, la rueda comienza a girar por la acción del imán sobre la corriente. El sentido de giro de la rueda se puede determinar aplicando la regla de la mano izquierda de Fleming. Mientras gira, cuando un radio de la rueda sale del mercurio, el circuito se corta, pero debido a la inercia del movimiento, la rueda continúa su movimiento y pone el siguiente radio en contacto con el mercurio, restableciendo así el contacto eléctrico, continuando de esta forma la rotación de la rueda. Al invertir el sentido de la corriente o del campo magnético, la rueda gira en sentido contrario. La velocidad de rotación depende de la fuerza del campo magnético y de la intensidad de la corriente. De esta forma, la energía mecánica se obtiene de la energía eléctrica.